# Cypripedioideae
Cypripedioideae je potporodica kaćunovki, sastoji se od nekoliko rodova, a ime je dobila po rodu Cypripedium, ili gospinoj papučici koja se naziva i “ženska papučica” ili “papučasta orhideja”, potporodica od pet rodova orhideja (porodica Orchidaceae), kod kojih je usna cvijeta papučastog oblika. Ženske papučice nalaze se diljem Euroazije i Amerike, a neke se vrste uzgajaju.

## Opis
Orhideje “ženske papučice” obično su kopnene, iako su neke epifitne ili rastu na stijenama. Većina vrsta ima rizome i vlaknasto korijenje. Za razliku od većine drugih orhideja, cvjetovi karakteristično imaju dva plodna prašnika (muške strukture koje proizvode pelud) umjesto samo jednog. Usnica cvijeta u obliku papuče služi kao zamka za kukce oprašivače, tjerajući ih da se penju pored reproduktivnih struktura i talože ili primaju polinije (mase peluda) kako bi oplodile cvijet.

## Rodovi
Rod Cypripedium ima oko 50 umjerenih i suptropskih vrsta, od kojih su većina kopnene. Jedna od poznatih vrsta je žuta ženska papučica (C. calceolus). Druga je “ružičasta ženska papučica” (C. acaule), poznata i kao “cvijet mokasine”. Većina vrsta ima jedan ili dva cvijeta na stabljici visokoj oko 30 do 60 cm (12 do 24 inča).
Rod Mexipedium sastoji se od jedne vrste, M. xerophyticum, endemske za malu regiju Oaxaca, Meksiko. Biljke rastu na suhim liticama. Sićušni cvjetovi su bijeli sa blijedoružičastim središnjim stupom. Biljka se smatra kritično ugroženom.
Vrste Paphiopedilum, roda od oko 70 tropskih azijskih ženskih papučica, imaju šarene ili zelenkaste listove s kožastom strukturom i velike voštane cvjetove različitih boja. Razvijeni su mnogi hibridi.
Oko 20 vrsta ženskih papučica čini rod Phragmipedium. To su uskolisne biljke porijeklom iz tropske Amerike. Jedan do šest cvjetova s laticama poput vrpce nalazi se na stabljici visokoj gotovo 90 cm (35 inča).
Šest vrsta iz roda Selenipedium, također porijeklom iz tropske Amerike, mogu biti visoke 5 metara (16 stopa). Listovi su presavijeni, a cvjetovi se nalaze na klasu na vrhu biljke. S. vanillocarpum ima sjemenke s mirisom vanilije. Prema Crvenom popisu ugroženih vrsta IUCN-a, sve se vrste Selenipedium smatraju ugroženima.
Subfamilia Cypripedioideae Lindl. ex Endl.
1. Selenipedium Rchb. fil. (10 spp.)
2. Cypripedium L. (53 spp.)
3. Phragmipedium Rolfe (23 spp.)
4. Mexipedium V. A. Albert & M. W. Chase (1 sp.)
5. Paphiopedilum Pfitzer (101 spp.)